# Sữa hấp

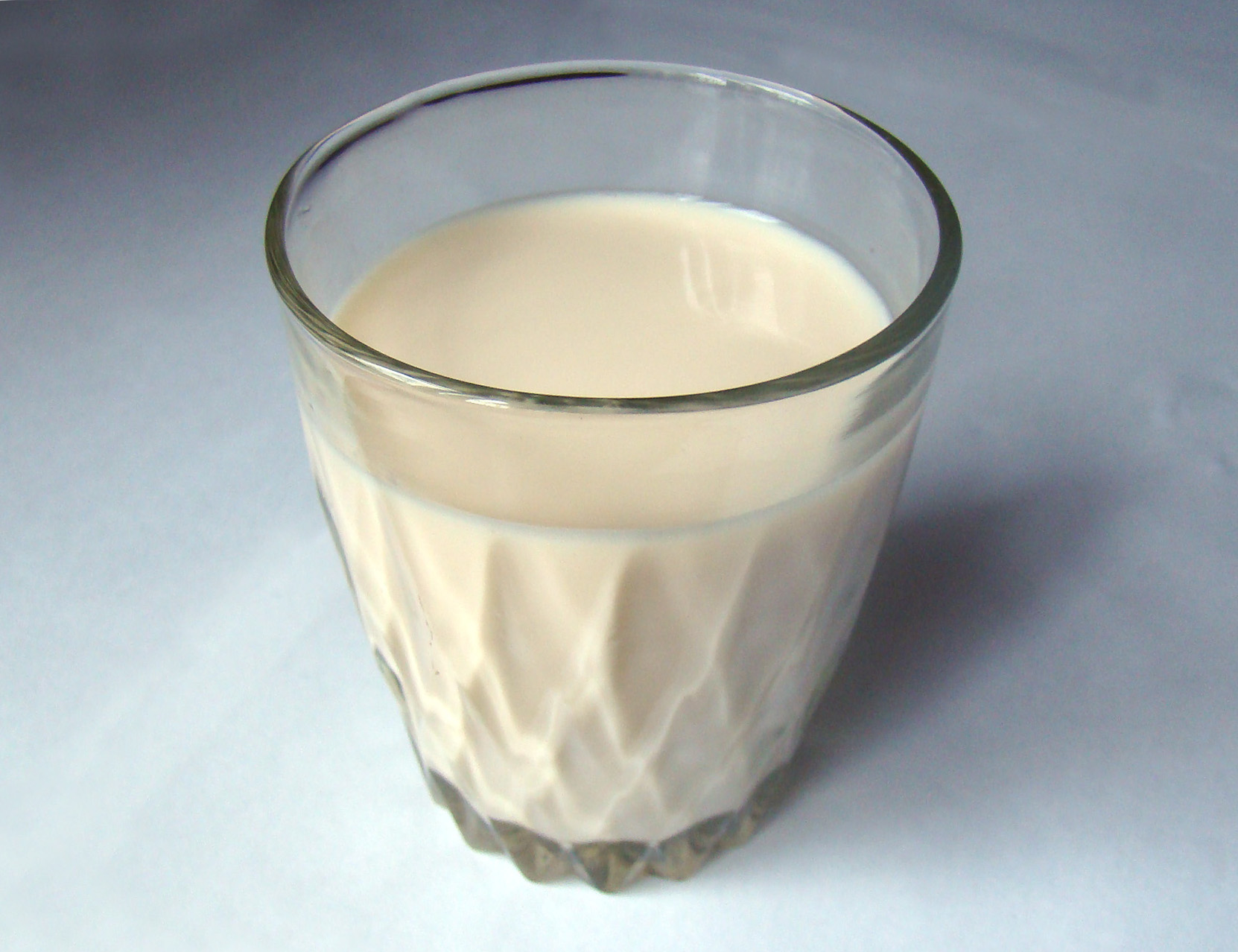
Sữa hấp

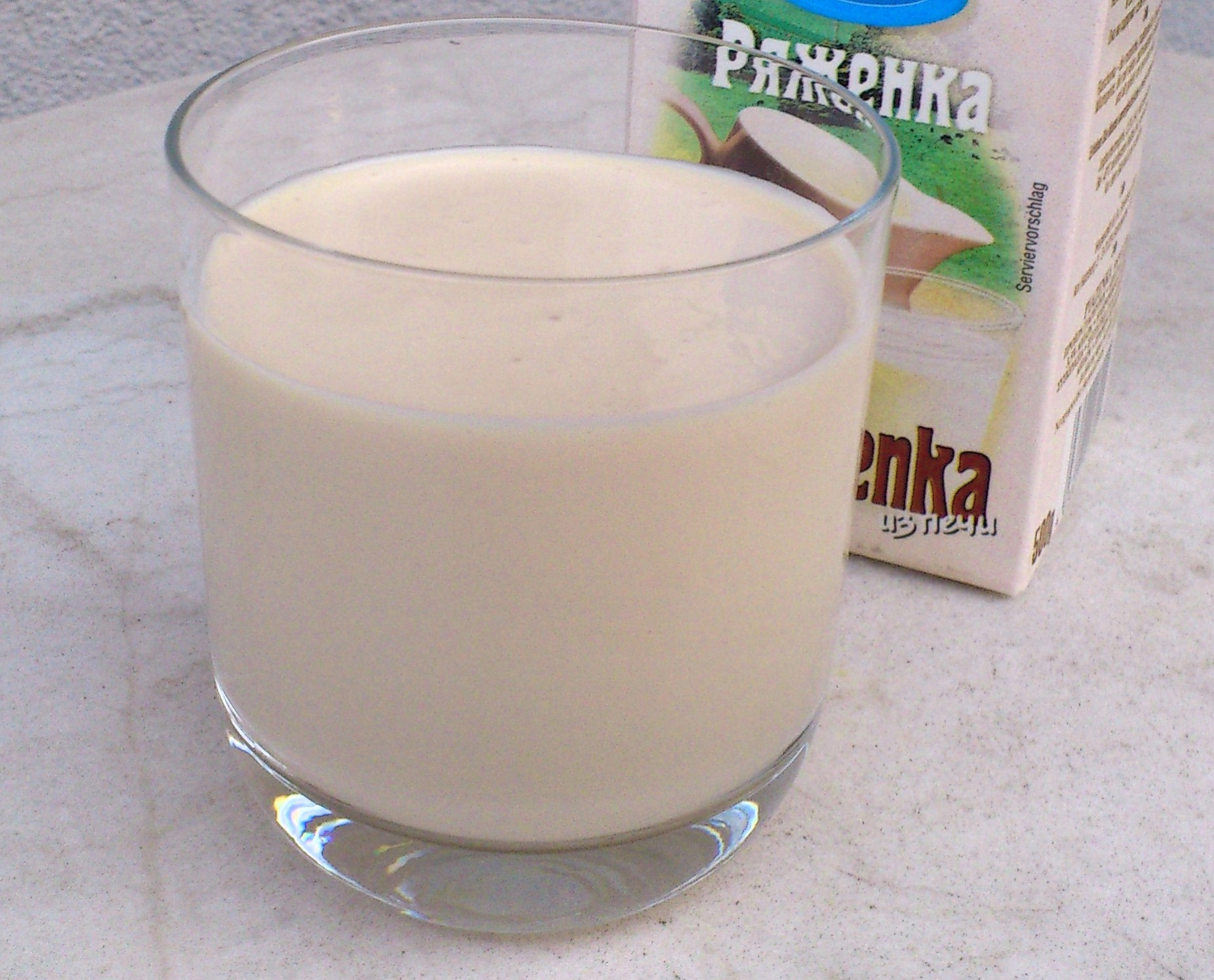
Một ly sữa loại Ryazhenka

Sữa hấp hay sữa hâm (tiếng Nga: топлёное молоко, tiếng Ukraina: пряжене молоко) là một loạt sữa chế biến bằng phương pháp đun sôi, chúng đặc biệt phổ biến ở Nga và Ukraina. Loại thực phẩm này được làm bằng việc đun sữa sôi trên lửa nhỏ cho đến khoảng tám giờ hoặc lâu hơn. 

## Phương pháp
Tại các khu vực nông thôn, nhất là ở Nga, sữa hấp đã được sản xuất bằng cách để lại một bình sữa đun sôi trong một lò nướng khoảng một ngày hoặc một đêm cho đến khi nó được bao phủ với một lớp vỏ màu nâu, sữa được hấp/nướng bằng một loại bếp truyền thống của người dân các xứ này. Cách làm theo truyền thống được gọi là ryazhenka (tiếng Nga: ряженка).
Ngày nay, sữa nướng được sản xuất trên quy mô công nghiệp, giống như quy trình truyền thống hoặc lên men sữa nướng. Giống như sữa nóng, nó tiêu diệt hết vi khuẩn và các enzyme và có thể được lưu trữ một cách an toàn ở nhiệt độ trong phòng trong suốt đến bốn mươi giờ. Sản phẩm từ sữa hấp được sử dụng để làm nguyên liệu cho một loạt các bánh ngọt, bánh nướng, và bánh quy.